# São Borja
São Borja là một đô thị thuộc bang Rio Grande do Sul, Brasil. Đô thị này có diện tích 3640 km², dân số năm 2007 là 67788 người, mật độ 18,7 người/km².